# Des Kaisers neue Kleider

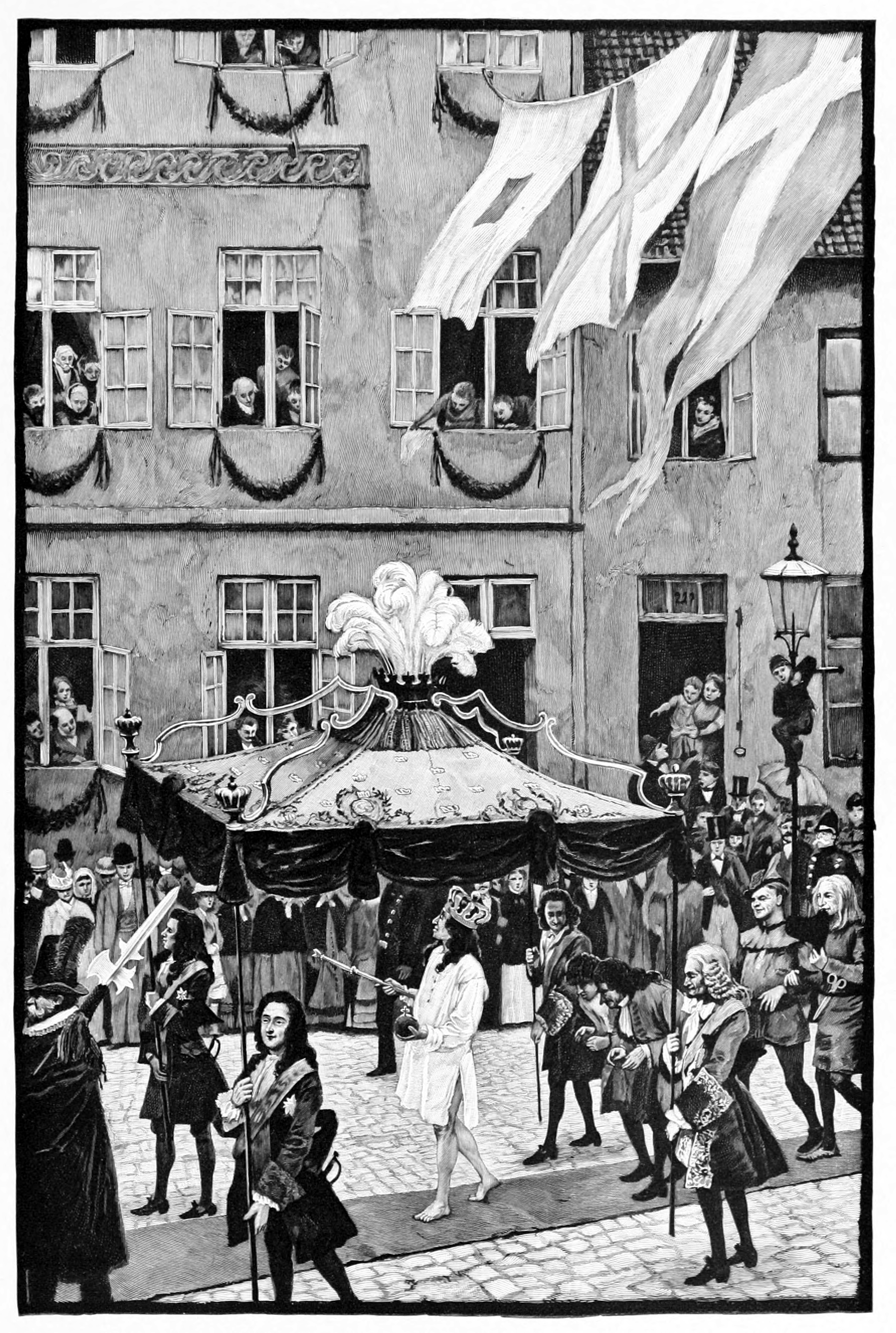
Illustration von Hans Tegner

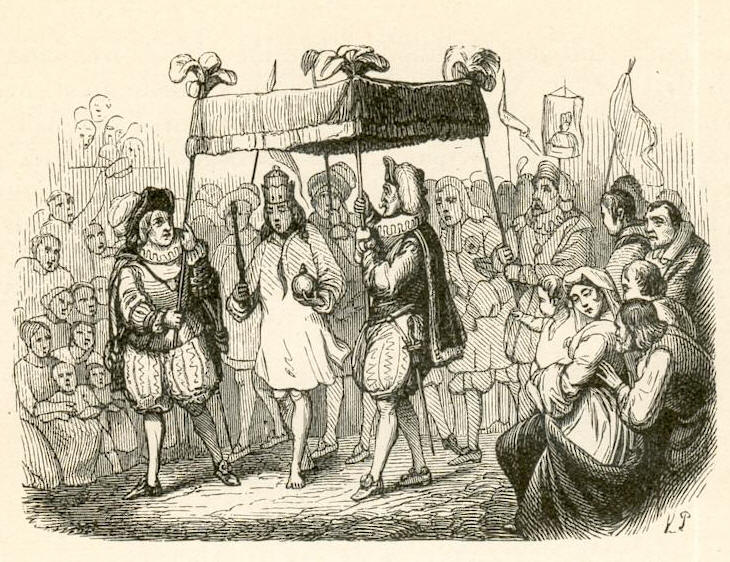
Illustration von Vilhelm Pedersen

Des Kaisers neue Kleider (dänisch „Kejserens nye Klæder“) ist ein bekanntes Kunstmärchen des dänischen Schriftstellers Hans Christian Andersen. Es erschien am 7. April 1837 in einer Ausgabe der Reihe „Märchen, für Kinder erzählt“ (dänisch „Eventyr fortalte for Børn“).
Notizen Andersens in seinem Tagebuch verweisen auf eine Inspiration aus der Novellensammlung von Karl Eduard von Bülow. Dieser hat bei diesem Märchen eine Geschichte („Siebente Geschichte: Was einem Könige mit drei Schälken begegnet“) der spanischen Sammlung von Don Juan Manuel übersetzt, die 1337 im Buch „El Conde Lucanor“ („Der Graf von Lucanor“) erschien und die Täuschung des Königs und seines Hofstaats in einem maurischen Ambiente ansiedelt.

## Inhalt
Am Hofe eines Kaisers, der viel Wert auf feinste Kleidung legt, erscheinen zwei Weber und behaupten, sie könnten ihm ganz einzigartige Kleider anfertigen, die nicht nur prachtvoll aussähen, sondern dazu noch die Besonderheit hätten, dass sie niemand sehen könne, der dumm sei oder für sein Amt nicht tauge. Begeistert darüber erteilt der Kaiser ihnen den Auftrag.
Die Weber machen sich zum Schein an die Arbeit und weben auf leeren Webstühlen. Sie verlangen immer mehr Geld und feinste Seide, die sie jedoch nur selbst einstecken. Natürlich können weder die vom Kaiser zur Beobachtung der Arbeiten geschickten Minister noch schließlich er selbst die vorgeblichen wunderbaren Stoffe auf den Webstühlen sehen. Doch da dies einzugestehen bedeutete, dass sie selbst dumm oder unfähig seien, loben sie alle die prachtvollen Muster und Farben.
Bei einem anstehenden großen Festumzug will sich der Kaiser in seinen neuen Kleidern dem Volk zeigen. Auch das Volk weiß inzwischen um die Eigenschaft der Kleider, so dass hier ebenso niemand zugibt, gar keine Kleider zu sehen, bis ein kleines Kind überrascht ausruft, der Kaiser habe ja gar nichts an. Der Vater des Kindes nimmt das als „Stimme der Unschuld“ und verbreitet es weiter, bis das ganze Volk es ruft. Der Kaiser sieht schließlich ein, dass er sich hat betrügen lassen, beschließt jedoch auszuhalten und den Umzug zu Ende zu führen.

## Hintergrund
Die Erzählung wird gelegentlich als Beispiel angeführt, um Leichtgläubigkeit und die unkritische Akzeptanz angeblicher Autoritäten zu kritisieren – vergleichbar mit Kleider machen Leute und dem Hauptmann von Köpenick. Aus Furcht um seine Stellung und seinen Ruf spricht wider besseres Wissen niemand die offensichtliche Wahrheit aus, nicht einmal der treueste Minister des Kaisers; vor die Entscheidung „Ansehen und Wohlstand oder Wahrheit“ gestellt, entscheidet man sich letzten Endes gegen die Wahrheit.
In der mittelalterlichen spanischen Vorlage geht es nicht wie bei Andersen um Dummheit oder mangelnde Eignung, sondern das Gewebe wird angeblich von jenem nicht gesehen, der nicht Sohn dessen ist, der als sein Vater gilt (was neben der Schande auch fatale erbrechtliche Konsequenzen hätte). Zudem ist es nicht ein „unschuldiges Kind“, das die Wahrheit ausspricht, sondern ein schwarzer Rossknecht, der ohnehin am Fuß der sozialen Rangordnung steht, sodass ihm gleichgültig sein kann, ob er tatsächlich Sohn dessen ist, der als sein Vater gilt.

Darstellung des Märchens in 5 kleinen Fassadenskulpturen. Brückenstraße 17, Köln
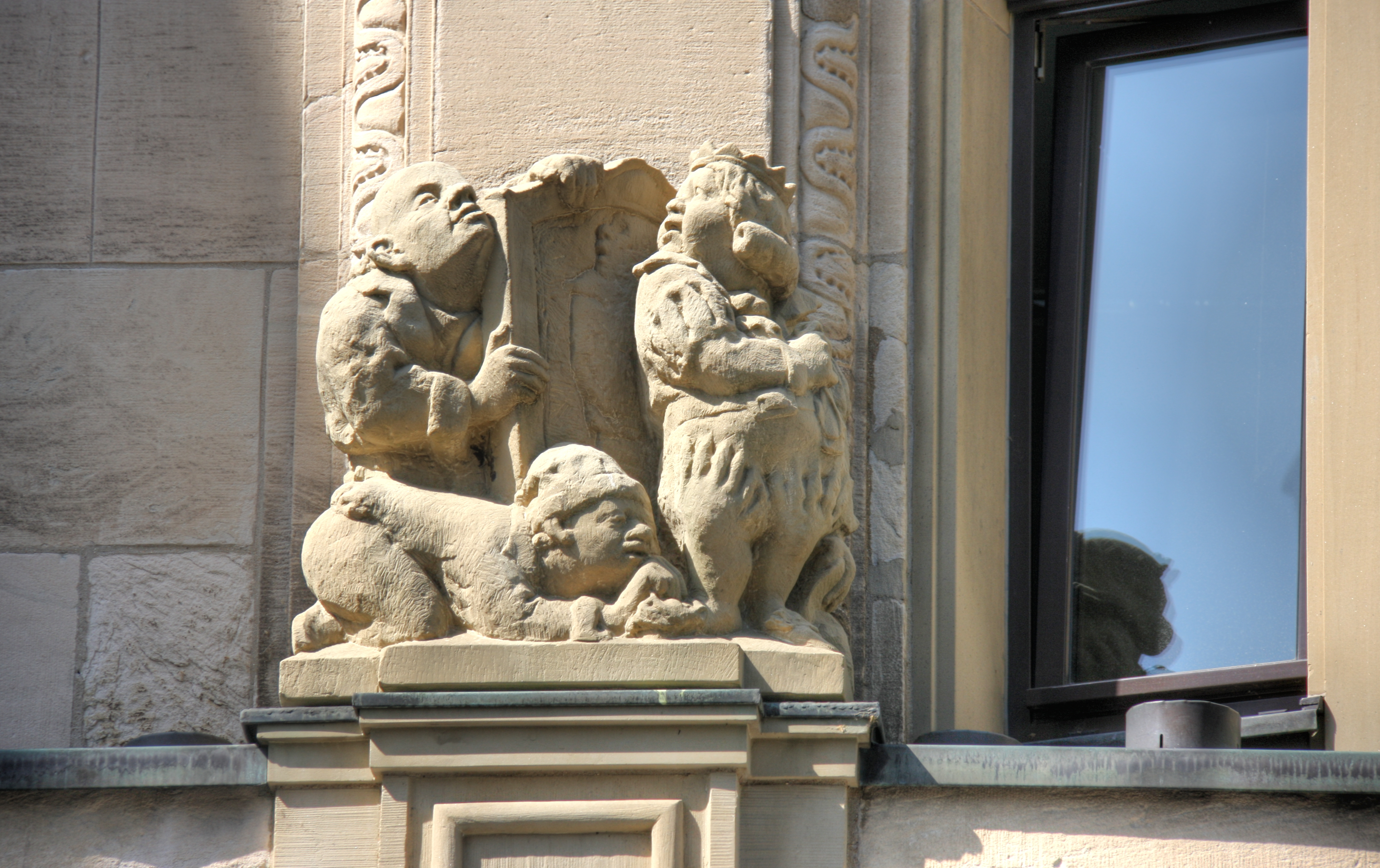
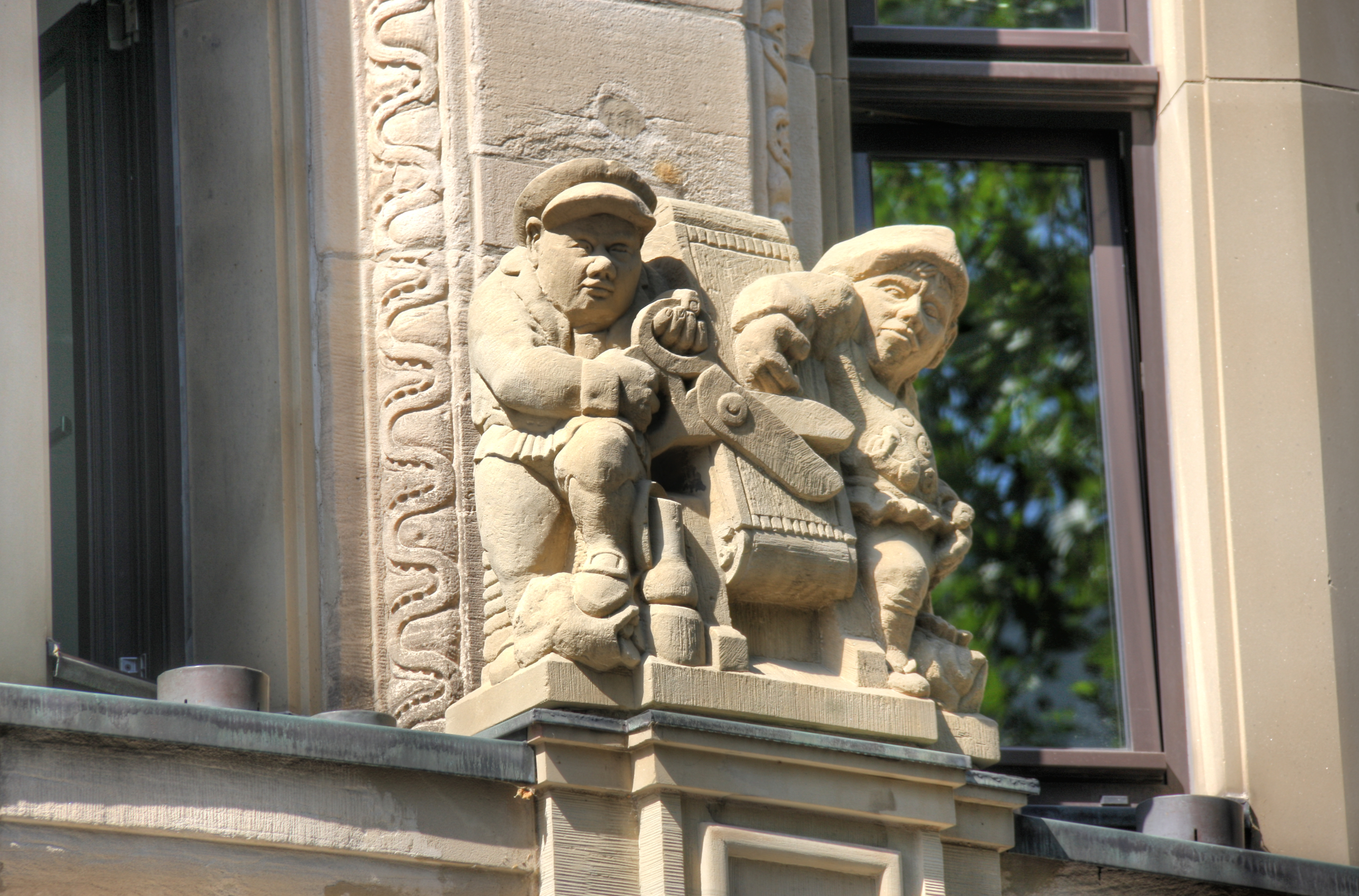
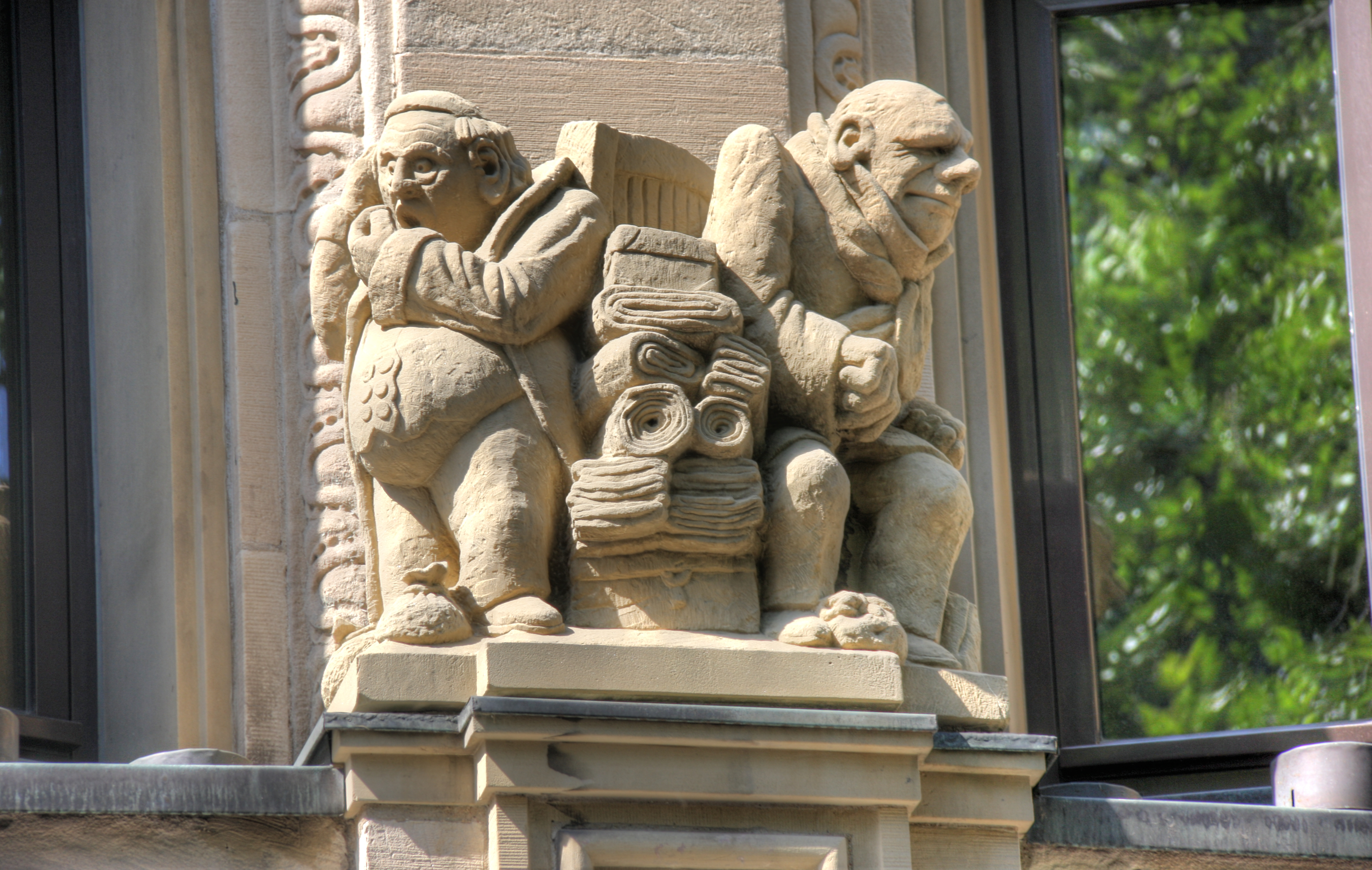
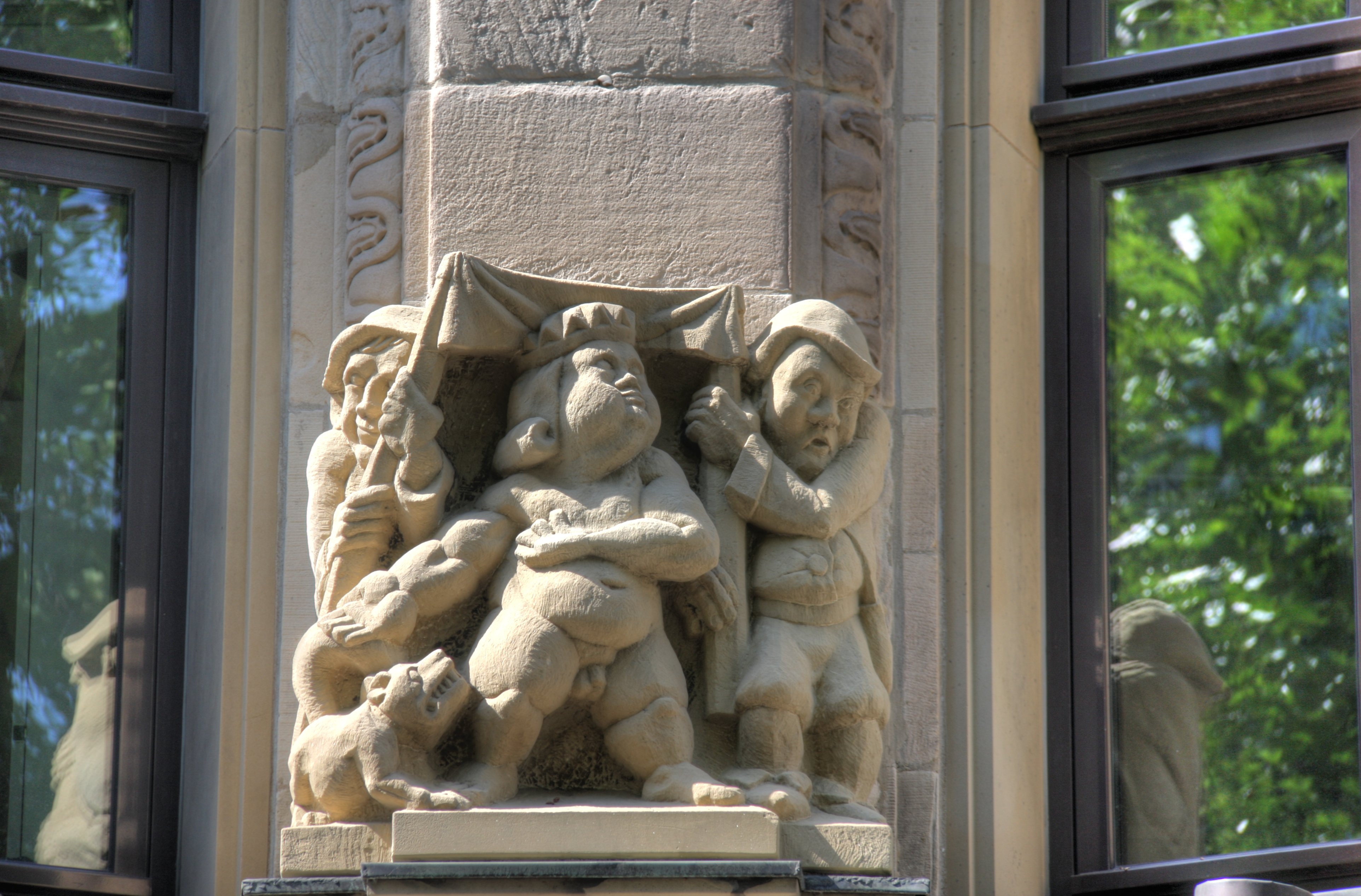
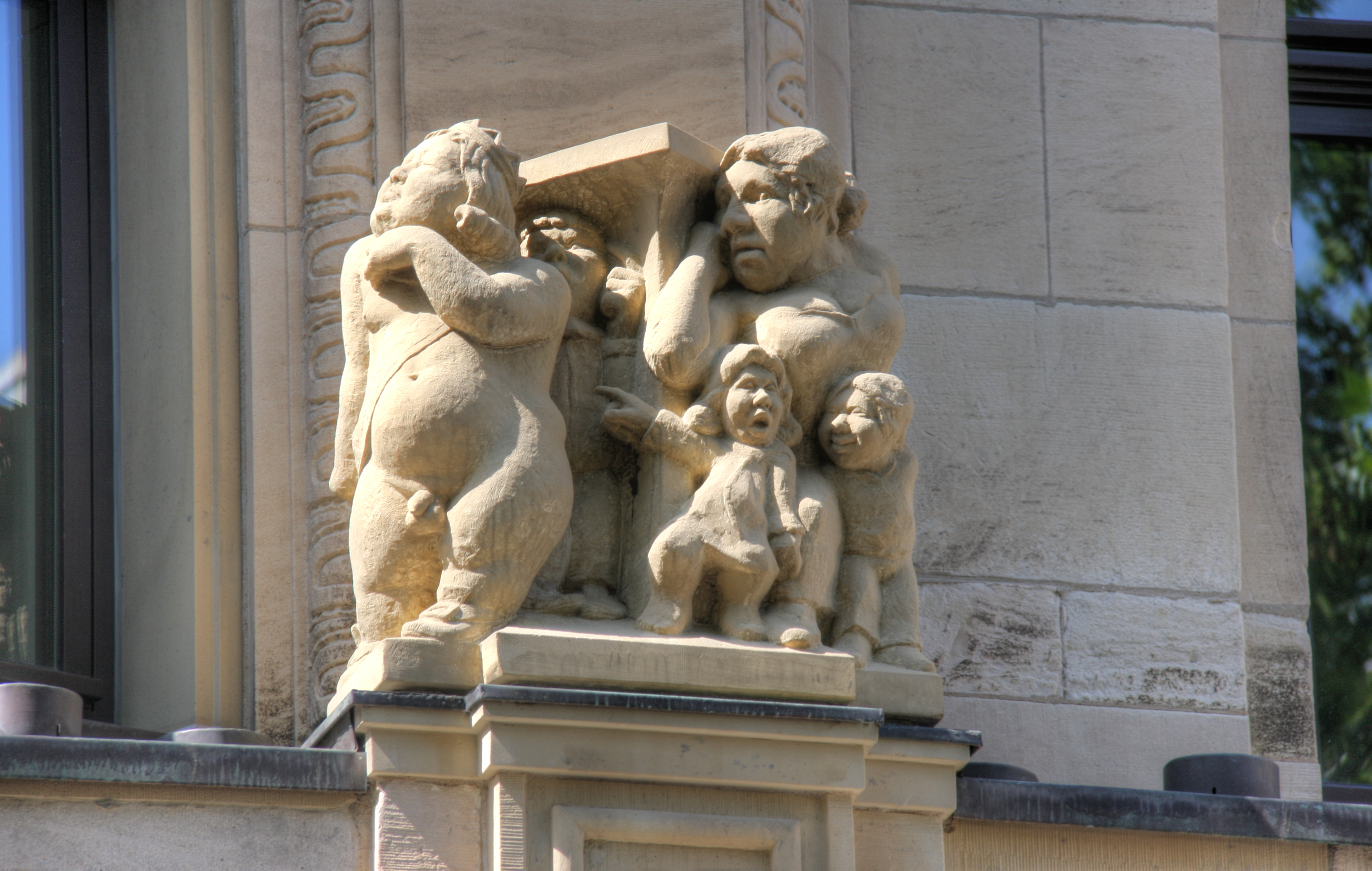

## Verfilmungen
- 1961: Das Kleid, DEFA-Spielfilm, DDR, Regie: Konrad Petzold (angelehnt)
- 1987: Des Kaisers neue Kleider (The Emperor’s New Clothes), USA/Israel, Regie: David Irving
- wohl 1988: Des Kaisers neue Kleider, Puppenspielfilm, Text, Spiel und Regie: Rudolf Fischer, Regieassistenz: Heide Wlazik, Produktion: Ralf Steuernagel (als DVD erschienen unter dem fälschlichen Titel Kastergeschichten)
- 1994: Des Kaisers neue Kleider, Deutschland/Tschechische Republik/Spanien, Märchenfilm unter der Regie von Juraj Herz
- 2001: I vestiti nuovi dell'imperatore, Regie: Alan Taylor, Produzent: Hanno Huth (auf Napoleon umgemünzt)
- 2006: Des Kaisers neue Kleider – Mode, Mob und Monarchie, Komödie aus Die ProSieben Märchenstunde (Deutschland/Österreich)
- 2010: Des Kaisers neue Kleider, Deutschland, Märchenfilm der 3. Staffel aus der ARD-Reihe Sechs auf einen Streich
- 2010: SimsalaGrimm: Des Kaisers neue Kleider[8] (Zeichentrickserie, Folge 03x23)

## Musikalische Verarbeitung
- Hans Lofer alias Rudolf Hindemith – „Des Kaisers neue Kleider“ (komische Oper, circa 1934 – 1952)
- Eberhard Werdin – „Des Kaisers neue Kleider“ (musikalisch-szenisches Werk, 1947)
- György Ránki – „Pomádé király új ruhája“ („König Pomades neue Kleider“) (Oper, Budapest 1953)
- Bertold Hummel – „Des Kaisers neue Kleider“ (Kammeroper, 1955)
- Kuno Petsch – „Des Kaisers neue Kleider“ (Fernsehballett, 1963)
- Juraj Beneš – „Cisárove nové šaty“ (Oper, 1966)
- Rudolf Mors – „Des Kaisers neue Kleider“ (Schauspielmusik, 1968)
- Reinhard Mey – „Des Kaisers neue Kleider“ (Song, 1980)
- Sinéad O’Connor – „Emperor’s New Clothes“ (Song, 1990)
- Letzte Instanz – „Der Kaiser“ (Song, 2003)
- Spock’s Beard – „The Emperor’s Clothes“ (Song, 2010)
- Haluk Levent – „Kral Ciplak“ (Song, 2010)
- Sonata Arctica – „The Wolves Die Young“ (Song, 2014)
- Saltatio Mortis – „Des Bänkers neue Kleider“ (Interpretation, Song, 2015)
- Panic! at the Disco – „Emperor’s New Clothes“ (Song, 2016)
- Megadeth – „The Emperor“ (Song, 2016)
- SWR Vokalensemble – Des Kaisers neue Kleider (Kinderkonzert) (2018)
- Finneas O’Connell – „Where the Poison Is“ (Song, 2020)
- Kaisaschnitt – „Des Kaisas Neue Kleider“ (Song, 2012)